# Celeste Holm

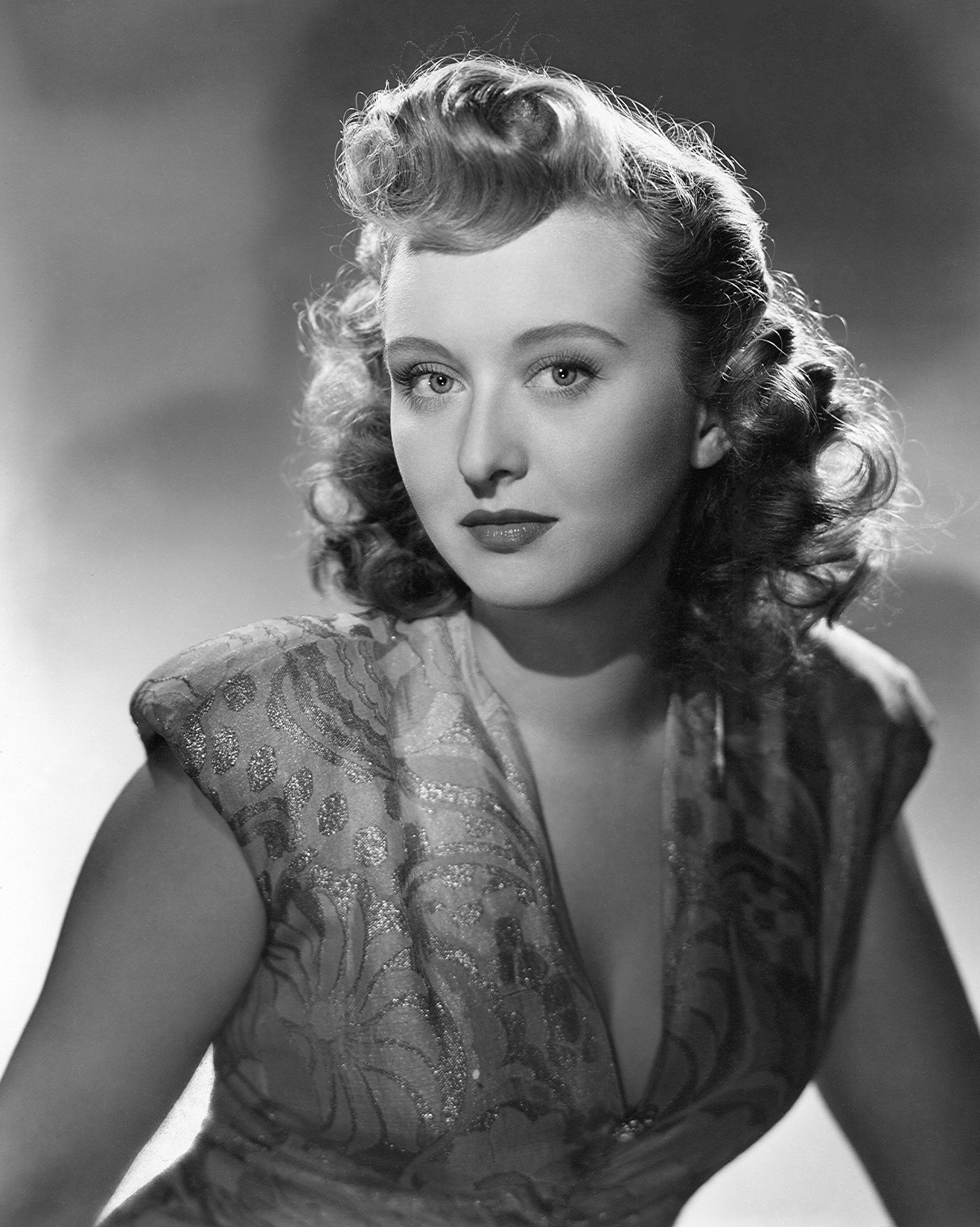
Celeste Holm 1947.

Celeste Holm, född 29 april 1917 i New York, död 15 juli 2012 i New York, var en amerikansk skådespelare.
Född som enda barn till en norskfödd försäkringstjänsteman och en porträttmålande mor. Hon fick sin skolutbildning i Nederländerna, Frankrike och USA och tog sång- och balettlektioner som barn. Hon studerade drama vid University of Chicago och gjorde scendebut som sjuttonåring. Holm gjorde Broadwaydebut 1938 och hade stor framgång 1942 i rollen som Ado Annie i musikalen Oklahoma!. Celeste Holm filmdebuterade 1946. Året därpå belönades hon med en Oscar för bästa kvinnliga biroll i Tyst överenskommelse.
Holm var en begåvad och mycket mångsidig skådespelerska och nominerades för en Oscar ytterligare två gånger. Hon framträdde mycket på scen, TV och nattklubbar.
År 1979 blev Holm utnämnd till riddare av 1. klass av Sankt Olavs Orden för främjande av norsk kultur i USA. Som taleskvinna för Unicef var hon under många år en förkämpe för social rättvisa.
Holm var gift fem gånger under sitt liv. Det sista äktenskapet var med den 41-årige operasångaren Frank Basile, som hon gifte sig med på sin 87-årsdag den 29 april 2004.

## Filmografi i urval
- 1946 – Three little girls in blue
- 1947 – Carneval in Costa Rica
- 1947 – Tyst överenskommelse
- 1948 – Jeftys bar
- 1948 – Ormgropen
- 1949 – Nunnan och spelaren
- 1950 – Allt om Eva
- 1950 – Kvitt eller dubbelt
- 1956 – En skön historia
- 1973 –  Tom Sawyers äventyr
- 1978 – Makten och oärligheten
- 1987 – Tre män och en baby
- 1996 – Once you meet a stranger
- 1997 – Still Breathing
- 2005 – Alchemy
- 2012 – Driving me crazy